# Oszlár, Borsod-Abaúj-Zemplén
Oszlár este un sat în districtul Tiszaújváros, județul Borsod-Abaúj-Zemplén, Ungaria, având o populație de 397 de locuitori (2011). 

## Demografie
Componența etnică a satului Oszlár
     Maghiari (96,27%)
     Romi (3,73%)
Componența confesională a satului Oszlár
     Romano-catolici (34,76%)
     Reformați (31,49%)
     Fără religie (15,11%)
     Necunoscută (18,64%)
Conform recensământului din 2011, satul Oszlár avea 397 de locuitori. Din punct de vedere etnic, majoritatea locuitorilor (96,27%) erau maghiari, cu o minoritate de romi (3,73%). Nu există o religie majoritară, locuitorii fiind romano-catolici (34,76%), reformați (31,49%) și persoane fără religie (15,11%). Pentru 18,64% din locuitori nu este cunoscută apartenența confesională.